# Mir (město)
Mir (bělorusky Мір, rusky Мир, polsky Mir) je sídlo městského typu v Hrodenské oblasti v Bělorusku, nacházející se 80 kilometrů jihozápadně od hlavního města Minsku. Trvale zde žije přibližně 2 200 obyvatel.
Vesnice Mir byla založena před rokem 1345. Nachází se zde pozdně středověký hrad, kvůli čemuž bylo město po staletí vystaveno mnoha útokům. V moderních dějinách se stalo město známé především díky tomu, že se jednalo o původní sídlo ješivy Mir, která zde existovala nepřetržitě od roku 1815 až do pádu Polska v roce 1939 (současné obnovené ješivy Mir se nachází v New Yorku a v Jeruzalémě).